# Hafefobia
La hafefobia (también conocida como afefobia, hafofobia, hapnofobia, haptephobia, haptofobia, thixofobia, quiraptofobia) es una fobia específica rara que involucra el miedo de tocar o de ser tocado. Es una exageración aguda de las tendencias normales para proteger el espacio personal, expresado como un miedo de contaminación o invasión, y extendiéndose incluso a gente a quien el sujeto conoce.
Algunas personas nacen con hafefobia, mientras otras pueden desarrollarla, predominantemente después de una mala experiencia. Más raro aún, es causada por una reacción extrema a su entorno. A veces, el miedo es específicamente restringido, o predominantemente, a ser tocado por personas del opuesto o mismo sexo. Esto es frecuentemente asociado con un miedo de abuso sexual. Dorais reporta que muchos chicos quienes han sido víctimas de abuso sexual tienen un miedo a ser tocados, citando a una víctima quien describe ser tocada como algo que «quema como fuego», causándole congelamiento o arremetimiento.

## Síntomas
Como con otras fobias y ansiedades, los síntomas experimentados por las víctimas de la hafefobia pueden variar en la persona; sin embargo, una lista no exhaustiva de síntomas incluye:
- incomodidad,
- transpiración,
- náuseas,
- palpitaciones de corazón,
- boca seca,
- mareos,
- pánico,
- entumecimiento,
- sensaciones intensificados,
- dificultad para respirar,
- sentirse atrapado,
- tensión muscular y rigidez,
- temblores,
- hiperventilación,
- sentirse fuera de control,
- sensación de muerte inminente o desastre,
- urticaria.